# J. R. Richardson & Co.
Die J. R. Richardson & Co. Ltd. war ein britischer Automobilhersteller in Saxilby (Lincolnshire).

## Unternehmensgeschichte
Das Unternehmen begann 1903 mit der Produktion. 1907 endete die Produktion.

## Fahrzeuge
Zunächst bestand das Angebot aus den Modellen 6 ½ HP mit Einzylindermotor, 12/14 HP mit Zweizylindermotor und 24 HP mit Vierzylindermotor. Die beiden kleineren Motoren wurden von Aster bezogen. 1905 löste der 18/20 HP den 24 HP ab. Alle waren zeittypisch als offene Fahrzeuge ausgeführt.